# Kaneh Mashkeh
Kaneh Mashkeh (persiska: کنه مشکه) är en ort i Iran.   Den ligger i provinsen Västazarbaijan, i den nordvästra delen av landet, 500 km väster om huvudstaden Teheran. Kaneh Mashkeh ligger 1 730 meter över havet och antalet invånare är 252.
Terrängen runt Kaneh Mashkeh är kuperad åt sydost, men åt nordväst är den bergig. Runt Kaneh Mashkeh är det ganska tätbefolkat, med 80 invånare per kvadratkilometer. Närmaste större samhälle är Kānī Zard, 7,1 km nordväst om Kaneh Mashkeh. Trakten runt Kaneh Mashkeh består i huvudsak av gräsmarker.